# Persone di nome William/Calciatori
| Questa pagina contiene informazioni ricavate automaticamente dalle voci biografiche con l'ausilio del template Bio e di un bot. L'aggiornamento è periodico e automatico e ricostruisce completamente la pagina. Se manca una persona in questa lista, sei pregato di non aggiungerla, ma accertati piuttosto che la sua voce biografica contenga il template Bio e che i dati anagrafici siano correttamente compilati. Se il template Bio manca, inseriscilo tu stesso o, in alternativa, metti l'avviso {{tmp\|Bio}} che ne segnala la mancanza. Se i dati riportati sono sbagliati, correggi direttamente la voce biografica; le modifiche saranno visibili in questa lista entro pochi giorni. Per chiarimenti vedi il progetto antroponimi. La lista contiene solo le 251 persone che sono citate nell'enciclopedia e per le quali è stato implementato correttamente il template Bio. Pagina aggiornata al 6 ago 2025. |

Questa è una lista di persone presenti nell'enciclopedia che hanno il nome William e sono calciatori.

## A(14)
- Bill Adams, calciatore inglese (Tynemouth, n. 1902 - Southampton, † 1963)
- William Agada, calciatore nigeriano (Lagos, n. 1999)
- William Akio, calciatore sudsudanese (Nairobi, n. 1998)
- William Alves, calciatore brasiliano (Juiz de Fora, n. 1991)
- William Alves, calciatore brasiliano (Marília, n. 1987)
- Bill Amor, calciatore inglese (Pewsey, n. 1919 - Speen, † 1988)
- William John Anderson, ex calciatore inglese (Liverpool, n. 1947)
- William Anin, ex calciatore francese (Schœlcher, n. 1980)
- Bill Appleyard, calciatore inglese (Caistor, n. 1878 - Newcastle upon Tyne, † 1958)
- William Arboleda, ex calciatore colombiano (Buenaventura, n. 1990)
- Herby Arthur, calciatore inglese (Blackburn, n. 1863 - Blackburn, † 1930)
- Billy Ashcroft, ex calciatore inglese (Liverpool, n. 1952)
- William Ashurst, calciatore inglese (Willington, n. 1894 - † 1947)
- Charlie Athersmith, calciatore inglese (Bloxwich, n. 1872 - Shifnal, † 1910)

## B(19)
- William Baeten, calciatore belga (Genk, n. 1997)
- William Baird, calciatore britannico
- William Baird, calciatore scozzese (Leith, n. 1874 - † 1943)
- William Balikwisha, calciatore belga (Bruxelles, n. 1999)
- William Balmer, calciatore britannico (Liverpool, n. 1875 - Huddersfield, † 1961)
- William Batista, ex calciatore brasiliano (San Paolo, n. 1980)
- Bill Bertani, calciatore statunitense (Fulton, n. 1919 - Fulton, † 1988)
- Billy Birrell, calciatore e allenatore di calcio britannico (Cellardyke, n. 1897 - Londra, † 1968)
- William Boaventura, ex calciatore brasiliano (Belo Horizonte, n. 1980)
- Billy Bonds, ex calciatore e allenatore di calcio inglese (Woolwich, n. 1946)
- Billy Bradshaw, calciatore e allenatore di calcio inglese (Padiham, n. 1884 - † 1955)
- Billy Bremner, calciatore e allenatore di calcio scozzese (Stirling, n. 1942 - Doncaster, † 1997)
- William Bronzoni, calciatore italiano (Bibbiano, n. 1927 - † 1987)
- Billy Brooks, calciatore inglese (Dudley, n. 1931 - † 2016)
- Billy Brown, calciatore inglese (Hetton-le-Hole, n. 1900 - Easington, † 1985)
- Will Bruin, ex calciatore statunitense (Saint Louis, n. 1989)
- Billy Burnett, calciatore inglese (Pelaw, n. 1926 - † 1988)
- Billy Butler, calciatore e allenatore di calcio inglese (Atherton, n. 1900 - Durban, † 1966)
- William Bøving, calciatore danese (Charlottenlund, n. 2003)

## C(17)
- William Camenzuli, ex calciatore maltese (Gżira, n. 1979)
- Ernie Campbell, ex calciatore australiano (Sydney, n. 1949)
- Cole Campbell, calciatore statunitense (Houston, n. 2006)
- William Carr, calciatore inglese (Sheffield, n. 1848 - Sheffield, † 1924)
- William Castro, ex calciatore uruguaiano (Mercedes, n. 1962)
- William Celestino da Silva, calciatore brasiliano (Rio de Janeiro, n. 1989)
- Stewart Chalmers, calciatore scozzese (Glasgow, n. 1907 - † 1989)
- John Charles, calciatore, allenatore di calcio e cantante gallese (Swansea, n. 1931 - Wakefield, † 2004)
- William Chiroque, ex calciatore peruviano (Provincia di Morropón, n. 1980)
- Billy Clarke, ex calciatore irlandese (Cork, n. 1987)
- William Clegg, calciatore e politico inglese (Sheffield, n. 1852 - Sheffield, † 1932)
- William Clem, calciatore danese (Vedbæk, n. 2004)
- Nevill Cobbold, calciatore inglese (Long Melford, n. 1863 - † 1922)
- Billy Cowan, calciatore scozzese (Edimburgo, n. 1896 - Gosforth, † 1965)
- Willie Cunningham, calciatore scozzese (Cowdenbeath, n. 1925 - Preston, † 2000)
- William Gustavo, ex calciatore brasiliano (Limeira, n. 1992)
- William Cordeiro Melo, calciatore brasiliano (Itabuna, n. 1993)

## D(22)
- William Daffern, calciatore inglese (Borrowash, n. 1882 - Derby, † 1953)
- Ray Daniel, calciatore e allenatore di calcio gallese (Swansea, n. 1928 - Swansea, † 1997)
- William Osula, calciatore danese (Aarhus, n. 2003)
- Dai Davies, calciatore gallese (Ammanford, n. 1948 - † 2021)
- Dixie Dean, calciatore inglese (Birkenhead, n. 1907 - Liverpool, † 1980)
- Bill Demko, calciatore statunitense (Filadelfia, n. 1895 - Filadelfia, † 1957)
- William Dickson, calciatore scozzese (Crail, n. 1866 - Stoke-upon-Trent, † 1910)
- Bill Dodge, ex calciatore inglese (Hackney, n. 1937)
- William Dodgin Jr., calciatore e allenatore di calcio inglese (Gateshead, n. 1931 - Woking, † 2000)
- Will Donkin, calciatore inglese (Oxford, n. 2000)
- Willie Duff, calciatore scozzese (Winchburg, n. 1935 - Edimburgo, † 2004)
- William Dunning, calciatore scozzese (Arthurlie, n. 1865 - Southampton, † 1902)
- William Dutoit, calciatore francese (Roncq, n. 1988)
- William Pottker, calciatore brasiliano (Florianópolis, n. 1993)
- William Douglas de Amorim, calciatore brasiliano (Ipatinga, n. 1991)
- William da Silva Barbosa, ex calciatore brasiliano (San Paolo, n. 1978)
- William Fernando da Silva, ex calciatore brasiliano (San Paolo, n. 1986)
- William Matheus, ex calciatore brasiliano (Rio de Janeiro, n. 1990)
- William de Asevedo Furtado, calciatore brasiliano (Pelotas, n. 1995)
- William, ex calciatore brasiliano (Cuiabá, n. 1968)
- William Artur de Oliveira, ex calciatore brasiliano (São Bernardo do Campo, n. 1982)
- Amaral, ex calciatore brasiliano (Goiânia, n. 1986)

## E(2)
- William Edjenguélé, calciatore francese (Parigi, n. 1987)
- William Eriksen, calciatore norvegese (n. 1909 - † 1999)

## F(11)
- William Ferreira, ex calciatore uruguaiano (Artigas, n. 1983)
- Will Ferry, calciatore inglese (Bury, n. 2000)
- Bill Fiedler, calciatore statunitense (Brick, n. 1910 - Brick, † 1985)
- William Findlay, calciatore statunitense (Musselburgh, n. 1904 - Augusta, † 1981)
- Will Fish, calciatore inglese (Manchester, n. 2003)
- Willo Flood, ex calciatore irlandese (Dublino, n. 1985)
- William Foulke, calciatore britannico (Dawley, n. 1874 - Sheffield, † 1916)
- Bill Foulkes, calciatore e allenatore di calcio inglese (St Helens, n. 1932 - Manchester, † 2013)
- William Frantzen, ex calciatore norvegese (Hammerfest, n. 1993)
- Bill Brown, calciatore scozzese (Arbroath, n. 1931 - Simcoe, † 2004)
- William McIntosh, calciatore scozzese (n. 1879 - † 1973)

## G(15)
- William Garbutt, calciatore e allenatore di calcio inglese (Hazel Grove, n. 1883 - Warwick, † 1964)
- William Garrett, ex calciatore nordirlandese (Belfast, n. 1991)
- Billy George, calciatore inglese (Shrewsbury, n. 1874 - Birmingham, † 1933)
- Willie Gibson, calciatore e allenatore di calcio scozzese (Dumfries, n. 1984)
- William Gibson, calciatore liberiano (n. 2007)
- Billy Gillespie, calciatore irlandese (Kerrykeel, n. 1891 - Bexley, † 1981)
- Liam Gillion, calciatore neozelandese (Auckland, n. 2002)
- William Gomes, calciatore brasiliano (Aracaju, n. 2006)
- William Rafael González, ex calciatore venezuelano (n. 1969)
- William Gosling, calciatore inglese (Hassobury, n. 1869 - Hassobury, † 1952)
- Len Graham, calciatore nordirlandese (Belfast, n. 1925 - Blackpool, † 2007)
- Will Grigg, calciatore inglese (Solihull, n. 1991)
- William Gros, calciatore malgascio (Saint-Pierre, n. 1992)
- William Guerra, ex calciatore sammarinese (Detroit, n. 1968)
- William Gutiérrez, ex calciatore uruguaiano (Palmitas, n. 1963)

## H(16)
- William Douglas Humia Menezes, ex calciatore brasiliano (Belo Horizonte, n. 1963)
- Billy Hainey, ex calciatore scozzese (Paisley, n. 1939)
- William Hamilton, calciatore nordirlandese (Mellifont, n. 1859 - † 1914)
- Billy Hartill, calciatore inglese (Wolverhampton, n. 1905 - Walsall, † 1980)
- Jimmy Hartwig, ex calciatore tedesco (Offenbach, n. 1954)
- Bill Heaton, calciatore inglese (Leeds, n. 1918 - † 1990)
- Willie Henderson, ex calciatore scozzese (Baillieston, n. 1944)
- Will Hesmer, ex calciatore statunitense (Wilson, n. 1981)
- Billy Hibbert, calciatore inglese (Golborne, n. 1884 - Blackpool, † 1949)
- Will Hondermarck, calciatore congolese (Repubblica del Congo) (Orléans, n. 2000)
- Will Hoskins, calciatore inglese (Nottingham, n. 1986)
- Eric Houghton, calciatore e allenatore di calcio inglese (Billingborough, n. 1910 - Sutton Coldfield, † 1996)
- Billy Hughes, calciatore gallese (Liverpool, n. 1865 - Liverpool, † 1919)
- Will Hughes, calciatore inglese (Weybridge, n. 1995)
- Billy Hughes, calciatore scozzese (Coatbridge, n. 1948 - † 2019)
- Willie McIntosh, ex calciatore scozzese (Loanhead, n. 1939)

## I(1)
- Willie Irvine, calciatore nordirlandese (Eden, n. 1943 - † 2025)

## J(6)
- William Jebor, calciatore liberiano (Monrovia, n. 1991)
- Billy Jennings, ex calciatore inglese (Shoreditch, n. 1952)
- William Jidayi, ex calciatore italiano (Ravenna, n. 1984)
- Will Johnson, ex calciatore canadese (Toronto, n. 1987)
- Willie Johnston, ex calciatore scozzese (Glasgow, n. 1946)
- William Jordan, calciatore inglese (Bromley, n. 1921 - Cambridge, † 2016)

## K(6)
- William Keane, calciatore inglese (Stockport, n. 1993)
- William Keay, calciatore, dirigente sportivo e arbitro di calcio scozzese (Duntocher, n. 1832 - † 1931)
- William Kenndal, calciatore svedese (n. 1996)
- William Ker, calciatore scozzese (n. 1852 - † 1911)
- William Kurtović, calciatore svedese (Karlskrona, n. 1996)
- William Kvist, ex calciatore danese (Rønde, n. 1985)

## L(8)
- Billy Lacey, calciatore irlandese (Enniscorthy, n. 1889 - † 1969)
- William Le Pogam, calciatore francese (Hyères, n. 1993)
- William Lehman, calciatore statunitense (St. Louis, n. 1901 - St. Louis, † 1979)
- Billy Liddell, calciatore scozzese (Dunfermline, n. 1922 - Liverpool, † 2001)
- William Lindsay, calciatore inglese (Varanasi, n. 1847 - Rochester, † 1923)
- William Lindsay, calciatore inglese (Stockton-on-Tees, n. 1872 - Luton, † 1933)
- Bill Livingstone, calciatore scozzese (Greenock, n. 1929 - Reading, † 2011)
- Billy Livingstone, ex calciatore scozzese (Coventry, n. 1964)

## M(31)
- Willie MacFadyen, calciatore e allenatore di calcio scozzese (Owertown, n. 1904 - Birmingham, † 1972)
- William MacKinnon, calciatore scozzese (n. 1852 - † 1942)
- William Machado de Oliveira, ex calciatore brasiliano (Belo Horizonte, n. 1976)
- William Mackay, ex calciatore maltese (n. 1964)
- William Maldonado, calciatore salvadoregno (Santa Ana, n. 1990)
- William Martin, calciatore inglese (Londra, n. 1885)
- William Martínez, calciatore uruguaiano (Pueblo Victoria, n. 1928 - † 1997)
- William Maynard, calciatore inglese (Londra, n. 1853 - Durham, † 1921)
- William Mc Pherson, calciatore scozzese (n. 1886)
- Billy McAdams, calciatore nordirlandese (Belfast, n. 1934 - Barrow-in-Furness, † 2002)
- William McCrum, calciatore irlandese (Milford, n. 1865 - Armagh, † 1932)
- Billy McDerment, ex calciatore scozzese (Paisley, n. 1943)
- Willie McFaul, ex calciatore e allenatore di calcio nordirlandese (Coleraine, n. 1943)
- Bill McGarry, calciatore e allenatore di calcio inglese (Stoke-on-Trent, n. 1927 - Bophuthatswana, † 2005)
- Billy McKay, calciatore nordirlandese (Corby, n. 1988)
- Billy McKeag, ex calciatore nordirlandese (Belfast, n. 1945)
- Willie McLean, calciatore scozzese (Clydebank, n. 1904 - Davenport, † 1977)
- William Mendieta, calciatore paraguaiano (Asunción, n. 1989)
- William Mikelbrencis, calciatore francese (Forbach, n. 2004)
- Liam Miller, calciatore irlandese (Cork, n. 1981 - Cork, † 2018)
- Willie Miller, ex calciatore, allenatore di calcio e dirigente sportivo britannico (Glasgow, n. 1955)
- William Milovanovic, calciatore svedese (Göteborg, n. 2002)
- Willie Moir, calciatore scozzese (Aberdeen, n. 1922 - † 1988)
- Billy Moon, calciatore inglese (Londra, n. 1868 - Hendon, † 1943)
- William Morais, calciatore brasiliano (San Paolo, n. 1991 - Belo Horizonte, † 2011)
- Willie Morgan, ex calciatore scozzese (Alloa, n. 1944)
- Tony Morley, ex calciatore inglese (Ormskirk, n. 1954)
- Willie Morrison, calciatore scozzese (Edimburgo, n. 1934 - † 2001)
- William Morrow, calciatore nordirlandese (n. 1851 - † 1922)
- Billy Mosforth, calciatore inglese (Sheffield, n. 1859 - † 1929)
- William Murphy, ex calciatore nordirlandese (n. 1974)

## N(5)
- William N'Gounou, calciatore nigerino (n. 1983)
- William Negri, calciatore e allenatore di calcio italiano (Bagnolo San Vito, n. 1935 - Mantova, † 2020)
- William Neil, ex calciatore scozzese (Roslin, n. 1944)
- Bill Nicholson, calciatore e allenatore di calcio inglese (Scarborough, n. 1919 - Hertfordshire, † 2004)
- William Njobvu, ex calciatore zambiano (Lusaka, n. 1987)

## O(5)
- William Oakley, calciatore inglese (Shrewsbury, n. 1873 - † 1934)
- William Okpara, ex calciatore e ex giocatore di calcio a 5 nigeriano (Lagos, n. 1968)
- William Oliveira dos Santos, calciatore brasiliano (Paracambi, n. 1992)
- William Osorio, ex calciatore salvadoregno (San Salvador, n. 1971)
- William Owusu, calciatore ghanese (Accra, n. 1989)

## P(11)
- William Pacheco, ex calciatore venezuelano (n. 1962)
- William Palacios, calciatore colombiano (Bahía Solano, n. 1994)
- William Paredes, ex calciatore messicano (Mérida, n. 1985)
- William Parra, calciatore colombiano (El Charco, n. 1995)
- Billy Pearson, calciatore irlandese (Clonmel, n. 1921 - West Yorkshire, † 2009)
- Bill Peart, calciatore inglese (Newport, n. 1904 - Gloucester, † 1991)
- Willie Pease, calciatore inglese (Leeds, n. 1899 - † 1955)
- Willie Pettigrew, ex calciatore scozzese (Motherwell, n. 1953)
- William Poths, calciatore inglese
- William Prest, calciatore e crickettista britannico (York, n. 1832 - Sheffield, † 1885)
- William Píriz, ex calciatore uruguaiano (Montevideo, n. 1934)

## Q(3)
- Bill Quash, calciatore e crickettista inglese (Barking, n. 1868 - Barking, † 1938)
- William Quevedo, ex calciatore francese (Montpellier, n. 1971)
- William Quirós, ex calciatore costaricano (Alajuela, n. 1941)

## R(13)
- William Alves, ex calciatore brasiliano (San Paolo, n. 1986)
- William Henrique, calciatore brasiliano (Ribeirão Preto, n. 1992)
- Bill Raisbeck, calciatore scozzese (Wallacestone, n. 1875 - Taber, † 1946)
- Bill Rawlings, calciatore inglese (Andover, n. 1896 - Chandler’s Ford, † 1972)
- William Rawson, calciatore sudafricano (Città del Capo, n. 1854 - † 1932)
- William Richardson, calciatore inglese (Framwellgate Moor, n. 1909 - Birmingham, † 1959)
- Bill Ridding, calciatore e allenatore di calcio inglese (Heswall, n. 1911 - † 1981)
- Osael Romero, ex calciatore salvadoregno (Usulután, n. 1986)
- Eric Ross, ex calciatore nordirlandese (Belfast, n. 1944)
- Kyle Rote Jr., ex calciatore e allenatore di calcio statunitense (Dallas, n. 1950)
- George Roughton, calciatore e allenatore di calcio inglese (Manchester, n. 1909 - Southampton, † 1989)
- William Rémy, calciatore francese (Courbevoie, n. 1991)
- William Ribeiro Soares, calciatore brasiliano (Araporã, n. 1985)

## S(16)
- William Barbio, calciatore brasiliano (Belford Roxo, n. 1992)
- William Carvalho, calciatore portoghese (Luanda, n. 1992)
- William Saliba, calciatore francese (Bondy, n. 2001)
- Will Sands, calciatore statunitense (Rye, n. 2000)
- Bruce Savage, ex calciatore e allenatore di calcio statunitense (Hollywood, n. 1960)
- William Schuster, ex calciatore brasiliano (Porto Alegre, n. 1987)
- Bill Shankly, calciatore e allenatore di calcio britannico (Glenbuck, n. 1913 - Liverpool, † 1981)
- Billy Sharp, calciatore inglese (Sheffield, n. 1986)
- Bill Slater, calciatore inglese (Clitheroe, n. 1927 - Oxfordshire, † 2018)
- Will Smallbone, calciatore inglese (Basingstoke, n. 2000)
- William Soares, calciatore brasiliano (Goiânia, n. 1988)
- Billy Steel, calciatore scozzese (Denny, n. 1923 - Lancaster, † 1982)
- Willie Stevenson, calciatore scozzese (Leith, n. 1939 - † 2025)
- Bill Straub, ex calciatore statunitense (Meadowbrook, n. 1957)
- William Sunsing, ex calciatore costaricano (Heredia, n. 1977)
- William Séry, calciatore francese (Parigi, n. 1988)

## T(10)
- Willie Penman, calciatore scozzese (East Wemyss, n. 1939 - † 2017)
- William Tesillo, calciatore colombiano (Barranquilla, n. 1990)
- Billy Thomson, calciatore e allenatore di calcio scozzese (Linwood, n. 1958 - † 2023)
- William Tiero, ex calciatore ghanese (Tema, n. 1980)
- William Togui, calciatore ivoriano (Lakota, n. 1996)
- William Torres Alegría, ex calciatore salvadoregno (San Miguel, n. 1976)
- William Torres Cabrera, ex calciatore salvadoregno (Berlín, n. 1981)
- Wil Trapp, calciatore statunitense (Gahanna, n. 1993)
- William Troost-Ekong, calciatore olandese (Haarlem, n. 1993)
- William Twaits, calciatore canadese (Galt, n. 1878 - Sarnia, † 1941)

## V(3)
- William Vainqueur, ex calciatore francese (Neuilly-sur-Marne, n. 1988)
- William Vargas, calciatore ecuadoriano (Guayaquil, n. 1997)
- Will Vaulks, calciatore gallese (Wirral, n. 1993)

## W(14)
- Billy Walker, calciatore e allenatore di calcio inglese (Wednesbury, n. 1897 - Sheffield, † 1964)
- William Semple Brown Wallace, ex calciatore scozzese (Kirkintilloch, n. 1940)
- Bobby Warshaw, ex calciatore statunitense (Mechanicsburg, n. 1988)
- Willie Watson, ex calciatore scozzese (New Stevenston, n. 1949)
- Willie Watt, calciatore scozzese (Glasgow, n. 1864 - † 1943)
- Cam Weaver, ex calciatore statunitense (Kent, n. 1983)
- Billy Wedlock, calciatore inglese (Bristol, n. 1880 - Bristol, † 1965)
- Liam Whelan, calciatore irlandese (Dublino, n. 1935 - Monaco di Baviera, † 1958)
- William White, ex calciatore bermudiano (Hamilton, n. 1995)
- Billy Whitehurst, ex calciatore inglese (Thurnscoe, n. 1959)
- Billy Wilkinson, calciatore inglese (Stockton on Tees, n. 1943 - Melbourne, † 1996)
- William Wilson, calciatore keniota (Australia, n. 2001)
- William Woodburn, calciatore scozzese (Edimburgo, n. 1919 - Edimburgo, † 2001)
- Billy Wright, calciatore e allenatore di calcio inglese (Ironbridge, n. 1924 - Londra, † 1994)

## Y(3)
- William Yarbrough, calciatore statunitense (Aguascalientes, n. 1989)
- Willie Young, ex calciatore scozzese (Edimburgo, n. 1951)
- Billy Younger, calciatore inglese (Holywell, n. 1940 - Northumberland, † 2006)